# Альбрехт, Карл Карлович
Карл (Константи́н) Ка́рлович А́льбрехт (нем. Carl Friedrich August Albrecht; 4 октября 1836, Эльберфельд — 14 [26] июня 1893, Москва) — немецкий виолончелист, хоровой дирижёр, композитор и педагог, работавший в России. В 1883—1885 годах исполнял обязанности директора Московской консерватории.

## Биография
Родился в Эльберфельде 4 октября 1836 года  в семье известного композитора, дирижёра и музыкального педагога Карла Вранцевича Альбрехта, который в 1838 году был приглашён в Россию, где у него родился другой сын, Евгений (1844—1894). 
Учился музыке у отца, а впоследствии совершенствовался в игре на виолончели у Шмидта. С 1854 года играл на виолончели в оркестре Большого театра, позднее познакомился с Петром Чайковским, впоследствии посвятившим ему свою Серенаду для струнного оркестра C-dur, и Николаем Рубинштейном, вместе с которым принимал участие в организации Русского музыкального общества и Московской консерватории. 
Покинув театральную службу в 1866 году был принят на должность инспектора Московской консерватории, в которой преподавал также элементарную теорию и хоровое пение до 1889 года.
Будучи энтузиастом хорового пения, Альбрехт стал одним из основателей в 1878 году Московского хорового общества; написал брошюру «Руководство к хоровому пению по цифровой методе Шеве» (М., 1868), составил «Сборники хоровых пьес» (для мужского хора а cappella); «5 сборников оперных хоров»;.
Под редакцией Альбрехта были изданы камерные сочинения Бетховена, Гайдна, Моцарта, Мендельсона, Шуберта, а также полный «Тематический указатель вокальных сочинений М. И. Глинки». Кроме того им составлены: «Курс сольфеджий» (по собственному методу); «Исследование о темпе в исполнении камерной музыки классических авторов»; «Нотные прописи»; писал романсы и фортепианные пьесы. 
Выйдя в 1889 году в отставку, занялся капитальным трудом — составлением истории русской музыки, но не успел его окончить.
Умер в Москве 14 (26) июня 1893 года.